# منتدى وحدة الخليج والجزيرة العربية
منتدى وحدة الخليج والجزيرة العربية (الإنجليزية: Gulf and Arabian Peninsula Unity Forum)، المعروف أيضًا باسم منتدى وحدة الخليج العربي، هو الأول من نوعه،[متى؟] ويهدف إلى إنشاء ائتلاف مركزي للوحدة الخليجية في منطقة الجزيرة العربية. وقد ارتبط هذا المنتدى بعدد من المواضيع والشخصيات المثيرة للجدل فيما يتعلق بالإرهاب وتمويل الإرهاب.

## الوصف
كان الهدف من المنتدى، وفقًا لما ذكره المنسق العام للمؤتمر، فهد البمل، هو إنشاء اتحاد يشابه مجلس التعاون الخليجي، ويهدف إلى مناقشة الإصلاحات السياسية الواسعة والتنمية الاجتماعية والسياسية في الخليج. كما أشار إلى أن التخطيط له استغرق أربعة أشهر، من خلال تشكيل عدد من اللجان والقادة الخليجيين ليكملوا عمل مجلس التعاون الخليجي. وذكر عادل علي عبد الله، المتحدث باسم المؤتمر، أن هذه الدول، بما في ذلك الإمارات العربية المتحدة وقطر والكويت والبحرين وسلطنة عمان، كانت تسعى لضمان استقرارها، مع الأمل بانضمام اليمن إلى هذا التكتل. وأشار أيضًا إلى أنهم يأملون في التصدي للمخاطر التي تواجه المنطقة وتهدد هويتها الإسلامية والمخاطر الأمنية الخارجية. وخلال الترويج له، أشار المنتدى إلى أنه جمع نخبة من المثقفين والسياسيين والمفكرين الأكاديميين والكتاب والصحفيين من جميع دول الخليج، في إطار منتدى أو مؤتمر يمثل جميع أطياف المجتمع ومذاهبه الفكرية.

## المؤتمر
حضر المؤتمر 400 مشارك من الدول الست الأعضاء في مجلس التعاون الخليجي، وكان الهدف منه تعزيز الإعلان عن هذا الاتحاد. وتضمن المؤتمر سلسلة من الندوات قدمها 6 متحدثين على مدى يومين. وفي ختام المؤتمر، أصدر المنتدى بيانًا دعا فيه جميع المواطنين ومؤسسات المجتمع المدني إلى المشاركة في تحقيق أهداف المنتدى، والتي تضمنت الإصلاح الشامل للحكومات والشعوب في الدول الممثلة.
عُقد المؤتمر في البحرين في فندق الدبلوماسي بتاريخ 14 أكتوبر 2011، واستمر لمدة يومين. وقد أقيم هذا المؤتمر التأسيسي برعاية الملك حمد بن عيسى بن سلمان آل خليفة، وتم الترويج له عبر حسابات التواصل الاجتماعي.
وبحسب حساباته على فيسبوك وتويتر، كان من المزمع أن يكون هذا المنتدى أولى فعالياته التأسيسية. إلا أن صفحة الفيسبوك لم تشهد أي نشاط منذ انتهاء الاجتماع في أكتوبر 2011، ولم يُبلغ عن انعقاد منتدى مماثل بالحجم نفسه منذ ذلك الحين.
من ناحية أخرى، ظل حساب المنتدى على تويتر، الذي يتابعه أكثر من 1300 حساب، نشطًا منذ انطلاق المؤتمر وحتى أبريل 2014. وقد شملت تغريداته روابط إلى يوتيوب تتعلق بورش عمل مختلفة وتحديثات عن اجتماعات المنتدى ومجلسه التي جرت في البحرين وباريس. كما نشر الحساب عدة تصريحات مثيرة للجدل، من ضمنها تغريدات تشير إلى المتظاهرين من الإخوان المسلمين في مصر الذين قُتلوا في احتجاجات تصاعدت، واصفًا إياهم بـ"شهداء الله (كلمة)".
وقد أُفيد أن المنتدى أعلن، خلال المؤتمر، مواقف تجاه قضايا مثيرة للجدل مثل الحرب الأهلية السورية والتمردات في اليمن، مؤكدًا على ضرورة استخدام جميع الوسائل الممكنة لمواجهة الأنظمة القمعية وأي شكل من أشكال العدوان. كما ناقش المؤتمر ما وصفه بالمخاطر الغربية التي تهدد الهوية الإسلامية.

## مجلس الأمناء
بالإضافة إلى ذلك، تم خلال المؤتمر اختيار مجلس أمناء، يضم ستة أفراد من كل دولة ممثلة، أي ما مجموعه 36 عضوًا. ومن بين هؤلاء الـ36 عضوًا، هناك ما لا يقل عن أربعة أفراد معروفين كإرهابيين أو مرتبطين بـقائمة المنظمات الموصوفة بالإرهابية أو أنشطة إرهابية، من بينهم:
- سعد بن سعد الكعبي، ممول لتنظيم القاعدة ومصنف كإرهابي من قبل الولايات المتحدة.
- عبد الرحمن بن عمير النعيمي، ممول آخر لتنظيم القاعدة ومصنف كإرهابي من قبل الولايات المتحدة.
- حسن أحمد الدقي، زعيم متطرف لحزب الأمة وممول للمعارضة السورية.
- عبد الله عبد القادر أحمد علي الهاجري، ناشط في جماعة الإخوان المسلمين، أُدين بالخيانة وحُكم عليه بالسجن في الإمارات العربية المتحدة.[7][8][9][10][11][12]